# Incendie du tunnel du Mont-Blanc
L’incendie du tunnel du Mont-Blanc est un sinistre survenu du 24 au 26 mars 1999 dans le tunnel du Mont-Blanc entre la France et l'Italie.
Provoqué vers 11 heures par l'embrasement d'un camion frigorifique semi-remorque belge transportant de la margarine et de la farine, à environ 7 km de l'entrée française du tunnel, le violent incendie cause la mort de 39 personnes et entraîne la fermeture du tunnel durant environ 3 ans.
L'incendie aura duré près de 53 heures, avec une température qui a atteint 1 000 °C ; il a causé la destruction de 24 poids lourds, neuf véhicules légers et une moto, sans compter les deux véhicules de secours immobilisés dans le tunnel sans qu'ils aient pu intervenir. Le procès qui a suivi a établi de graves manquements à la sécurité : les procédures d'urgence et les mesures de sécurité n'étaient pas respectées depuis de nombreuses années.

## Déroulement

### Incendie
- 10 h 46 : Le camion Volvo FH12 à l'origine de l'incendie passe le péage de Chamonix[2].
- 10 h 52 : Les opacimètres des abris 14 et 18, mesurant la transparence de l’air, donnent une alerte de forte opacité. Le régulateur note qu'il voit les alarmes à 10 h 53. C’est l’heure où l'on aperçoit également les premières fumées sur les écrans vidéo.
- 10 h 53 : Le conducteur du camion, constatant que son véhicule dégage de la fumée, ralentit et s’arrête à la niche 21.
- 10 h 54 : Un usager appelle la salle de régulation italienne depuis l'abri 22, l’alerte est donnée par les postes de surveillance français et italien.
- 10 h 55 : Le péage français est fermé et la signalisation dans le sens France-Italie passe au rouge.
- 10 h 56 : Le péage italien est à son tour fermé.
- 10 h 57 : L'alarme provenant de l'abri 21 (actionnée par un bouton coup de poing) est déclenchée, un fourgon-pompe-tonne-léger (FPTL) de l'ATMB avec quatre hommes suivi d'un véhicule premier secours avec deux hommes pénètrent dans le tunnel. Bloqué au niveau de l'abri 17, le personnel de ces engins reçoit l’ordre de se réfugier dans ce même abri.
- 10 h 58 : Une alarme indique qu'un extincteur est décroché de l'abri 21. Le centre de traitement des appels (CTA) est prévenu qu'un incendie se produit dans le tunnel.
- 11 h 2 : Les premiers engins de secours dont un fourgon-pompe-tonne-grande-puissance (FPTGP) du centre de secours principal (CSP) de Chamonix partent pour le tunnel.
- 11 h 5 : Le chef du centre de secours principal de Chamonix est alerté.
- 11 h 10 : Arrivée des premiers pompiers à l'entrée du tunnel.
- 11 h 11 : Le fourgon-pompe-tonne-grande-puissance est arrêté à 300 m de l'entrée au niveau de l'abri 1 par un agent français d'ATMB qui prévient ces pompiers que des appareils respiratoires isolants sont nécessaires. En raison des fumées, le FPTGP est obligé de s'arrêter aux environs de l'abri 12 et le personnel de ce fourgon se réfugie dans la niche incendie de ce garage.
- 11 h 20 : L'équipage FPTGP déclenche l'alarme coup de poing et tente vainement d’utiliser le téléphone d'urgence.
- 11 h 24 : Le chef du centre de secours principal de Chamonix arrive au PC de régulation.
- 11 h 32 : Le fourgon-pompe-tonne léger de Chamonix entre (avec cinq hommes) dans le tunnel avec pour mission de secourir les réfugiés de l'abri 12 mais il doit s'arrêter au niveau de refuge 5 (à 4,8 km du foyer). Trois hommes tentent quand même de progresser.
- 11 h 34 : L'équipage réfugié dans l'abri 12 est joint par le PC de régulation français qui leur signifie que la situation est très difficile.
- 12 h 30 : Devant la gravité de la situation et avant même que le plan de secours spécialisé et le plan rouge ne soient déclenchés, le service départemental d'incendie et de secours (SDIS) envoie des engins de renfort (véhicule de secours et d'assistance aux victimes, ambulances, hélicoptères…).
- 13 h 4 : Le plan de secours spécialisé est déclenché. Des sapeurs-pompiers de la 4e Compagnie de la Duchère (Lyon) spécialisée en intervention en milieu confiné (Groupe d'Exploration Longue Durée) ainsi que des pompiers suisses également spécialisés en milieu confiné sont dépêchés sur place. Ils resteront tout au long de l'intervention.
- 13 h 35 : Le plan rouge est déclenché.
- 16 h : Les sapeurs-pompiers bloqués dans les refuges 12 et 5 sont secourus et sortis du tunnel.
- 16 h 40 : Décès d'un adjudant-chef après de nombreuses manœuvres de réanimation.
- 18 h 35 : Les six personnels de L'ATMB bloqués dans le refuge 17 sont secourus.
- 19 h 4 : Découverte de trois victimes à la hauteur du garage 18, à environ 300 m du refuge où les sauveteurs d'ATMB étaient bloqués.

## Bilan
Cet incendie a coûté la vie à 39 personnes dont un pompier français et un secouriste italien, Pierlucio Tinazzi, un motard chargé de la sécurité du tunnel du Mont Blanc. Ce dernier tenta de porter secours aux personnes en détresse, malheureusement l'automobiliste en détresse respiratoire qu'il voulait aider ainsi que lui-même sont tous les deux retrouvés morts,.
14 pompiers ont été évacués à l'hôpital.
| Nationalité | Morts |
| ----------- | ----- |
| France      | 18    |
| Italie      | 13    |
| Belgique    | 2     |
| Royaume-Uni | 1     |
| Luxembourg  | 1     |
| Pays-Bas    | 1     |
| Slovénie    | 1     |
| Croatie     | 1     |
| Allemagne   | 1     |
| Total       | 39    |

## Fermeture du tunnel et conséquences
Après ce drame, la commission intergouvernementale franco-italienne de contrôle du tunnel approuve un programme de travaux le 14 décembre 1999.
Les travaux de réparation (réfection de la voûte fortement endommagée) et de sécurité ont consisté en la création :
- de niches tous les 100 mètres,
- de bouches à incendie tous les 150 mètres,
- d'un poste de secours au centre du tunnel, avec un véhicule lourd et plusieurs pompiers présents en permanence dans ce local,
- de 37 abris pressurisés reliés à une galerie d'évacuation indépendante (sous la chaussée),
- de 76 unités de ventilation supplémentaires,
- de 120 caméras, 232 opacimètres et de la pose d'un câble comportant 3 860 capteurs mesurant la température tout au long du tunnel
- d'une salle de commande unique (côté français, avec une deuxième salle de commande côté italien en secours).

Les règles d'exploitation ont été changées :
- unification des deux sociétés exploitantes sous forme d'un groupement européen d'intérêt économique (GEIE) ; des équipes communes franco-italiennes sont constituées pour assurer la sécurité dans la gestion courante du tunnel ;
- interdiction des camions transportant des matières dangereuses et des véhicules polluants (norme Euro 32.20 et moins), limitations de vitesse strictes, intervalles entre véhicules (150 m en circulation, 100 m à l'arrêt).

D'après le rapport du sénateur Jacques Blanc, ces travaux ont couté entre 200 et 250 millions d'euros.
Le tunnel est resté fermé pendant 3 ans et a été de nouveau ouvert le 5 mars 2002 mais uniquement aux voitures. Puis, un an après, le tunnel ouvre de nouveau aux camions.
- Cette catastrophe a aussi eu pour conséquence de modifier les techniques d'intervention des sapeurs-pompiers en France ainsi que le nombre d'engins d'incendie à envoyer. Les départs d'engins pour un feu en tunnel sont plus affinés et le départ a été étudié en détail en fonction de la spécificité de chaque tunnel français. Les techniques d'extinction en tunnel (mode opératoire) ont, elles, aussi été étudiées pour une meilleure efficacité.
- Les tunnels français ont eux aussi été réétudiés en matière de sécurité un à un de façon à mettre en place les modifications nécessaires pour une meilleure sécurité des usagers. C'est ainsi par exemple que le tunnel de Fourvière à Lyon a été modifié en créant plus de niches de sécurité et des accès inter tube pour mettre à l'abri les usagers en cas d'incendie.

## Cause du sinistre
Le sinistre est souvent attribué à une cigarette ou un cigare qui se serait introduit dans le filtre à air du camion transportant de la margarine,.
D'autres sources évoquent une surchauffe du turbo du poids-lourd, un incident qui s'est déjà produit 4 fois auparavant et qui serait dû à la forte pente de 4 km nécessaire pour atteindre le tunnel.

## Procès
Du 31 janvier au 29 avril 2005, douze personnes physiques (dont Gilbert Degrave, le chauffeur du camion à l'origine de l'incendie) et quatre personnes morales (dont Volvo, constructeur du camion) sont jugées au tribunal de Bonneville pour homicide involontaire. La décision est rendue le 27 juillet 2005.
Du 19 février au 9 mars 2007, à Chambéry, se déroule le procès en appel de Gérard Roncoli (responsable français de la sécurité du tunnel) et de Michel Charlet (maire de Chamonix). La Cour d'Appel se prononce le 14 juin 2007.

### Jugement en première Instance
Trois relaxes, ainsi que des peines de quatre à trente mois de prison et des amendes de 1 500 à 15 000 euros, sont prononcées, notamment :
- Gérard Roncoli (responsable français de la sécurité du tunnel) est condamné à 30 mois de prison, dont six mois ferme[11],
- Rémy Charbon, président d'ATMB deux ans avec sursis et 15 000 euros d'amende,
- Michel Charlet (maire de Chamonix) : six mois de prison avec sursis et 1 500 euros d'amende,
- Gilbert Degrave (le chauffeur du camion à l'origine de l'incendie) : quatre mois de prison avec sursis,
- Christian Basset, ex directeur de la SGTMB - Société de Gestion du Tunnel du Mont Blanc, fournisseur du personnel à ATMB : vingt-quatre mois de prison,
- Daniel Claret-Tournier, contrôleur ATMB : seize mois,
- Chantal Lecomte, haut fonctionnaire de la division routes au Ministère des Transports : six mois et 1 500 euros d'amende,
- La société Volvo, le directeur de la sécurité civile de Haute-Savoie et l'ancien directeur de la société ATMB sont relaxés.

### Arrêt d'appel
Alors que l'ATMB, retenue principale responsable et condamnée en première instance avait renoncé à faire appel du jugement du Tribunal correctionnel de Bonneville, Gérard Roncoli et Michel Charlet ont seuls, fait appel. La cour d'appel de Chambéry a confirmé, jeudi 14 juin 2007, la peine de 30 mois de prison, dont 6 mois ferme, prononcée en 2005 contre Gérard Roncoli, responsable de la sécurité du tunnel du Mont-Blanc.
Michel Charlet (maire de Chamonix) est finalement relaxé.
Gilbert Degrave, le chauffeur, est amnistié au titre de la loi no 2002-1062 du 6 août 2002.

### Documentaires télévisés
- « Le tunnel du Mont-Blanc », en 2004, 2e épisode de la 1re saison de La Minute de vérité sur National Geographic Channel et sur Direct 8.
- « L'incendie du tunnel du Mont-Blanc » dans Hors de contrôle le 21 mars 2017 sur RMC Découverte.
- « Tunnel du Mont-Blanc, les leçons de l'incendie » (2019) diffusé le 20 mars 2023 sur France 3.